# Géraldine Robert
Pour les articles homonymes, voir Robert.
Géraldine Robert, née le 26 juin 1980 à Port-Gentil (Gabon), est une joueuse franco-gabonaise de basket-ball.

## Biographie

### Les débuts
Vers l'âge de 18 ans (en 1998), Géraldine Robert quitte le Gabon pour la France afin de poursuivre ses études et éventuellement d'utiliser ses qualités athlétiques dans le sport. Elle arrive ainsi à Besançon où elle souhaite s'inscrire dans l'équipe de volley-ball, mais les horaires d'entraînements ne correspondant pas à ceux de ses cours, elle s'oriente alors vers le basket-ball, dont l'équipe locale évolue alors en NF2 (3e division). À la fin de la saison, alors que Besançon est relégué à l'échelon inférieur, elle décide de traverser la Manche et de rejoindre Londres. Elle ne s'inscrit pas dans un club mais arpente les playgrounds de la capitale anglaise.

### Le Royaume-Uni
En 2000 elle donne naissance à son fils Maydden. Elle termine alors ses études (A-levels, puis études d'analyste-programmeur) avant de reprendre le basket-ball dans une équipe proche de chez elle, le London Sting. Repérée par les Rhondda Rebels, équipe du Pays de Galles, préparant leur participation en Eurocoupe, elle signe donc avec l'une des meilleures équipes du championnat semi-professionnel anglais, la English Basketball League. Elle termine la saison en étant MVP du championnat avec plus de 27 points de moyenne par match.

### Retour en France
La saison suivante (2005-2006) elle rejoint le Racing Club de Strasbourg qui évolue dans l'élite du Championnat de France de basket-ball. La saison sera calamiteuse pour les alsaciennes qui ne remportent qu'un seul match de la saison (contre Saint-Amand-les-Eaux) et sont alors reléguées en NF1. Il n'empêche qu'elle est retenue par Alain Jardel pour participer à la préparation de l'équipe de France en vue du mondial brésilien.
Elle choisit ensuite de rejoindre Villeneuve-d'Ascq avec qui elle se classe à la 3e place. Elle est là aussi sélectionnée durant l'été avec l'équipe de France pour préparer le championnat d'Europe 2007 en Italie.

### Tour d'Europe
Pour l'Euro 2009, Pierre Vincent ne la retient pas parmi son groupe France : « Je reconnais toute la valeur de Géraldine Robert. Mon problème est que l'équipe possède un très fort secteur intérieur et que l'on doit à l'extérieur passer vers les intérieures ou shooter. Géraldine Robert est une extérieure qui va prendre des rebonds dans le trafic, qui va marquer près du cercle mais pas de loin pour fixer la défense et passer aux intérieures. C'est un choix dû au profil de l'équipe mais rien ne dit que plus tard on ne fasse pas appel à elle. »
En 2009, elle rejoint le club italien de Club Atletico Faenza Pallacanestro. Sa première saison se termine en demi-finale du championnat sur une défaite trois victoires à une face à Famila Schio. À titre individuel, elle termine à la seconde place du classement des marqueuses avec 16,7 points et à la troisième du classement des rebonds avec 8,7 prises. Elle est élue ainsi dans le premier cinq de la compétition et MVP. À l'issue de cette saison, elle signe avec un autre club italien, Liomatic Umbertide.
Puis en 2011-2012, elle dispute l'Euroligue (10,4 points, 5,5 rebonds et 1,2 passe décisive de moyenne en Euroligue) avec le club polonais de Gdynia.

### Nouveau retour en France
À l'été 2012, elle signe à Montpellier pour suppléer la blessure de l'Américaine Kristen Mann. Elle n'est pas retenue en équipe de France pour l'Euro 2013. Elle est élue meilleure joueuse française de la LFB pour 2012-2013. En mai 2014, elle rejoint le club de Lyon.
Avec Montpellier, elle remporte le premier titre de champion LFB du club en 2014. Durant l'été 2014, elle rejoint le club de Lyon puis se dédit de son engagement fin août. Revenue dans le nord pour des raisons familiales, elle signe pour trois mois avec Villeneuve-d'Ascq où elle avait déjà joué de 2006 à 2009.
Après deux années dans le Nord (6,8 points et 4,3 rebonds en 2015-2016), elle revient pour la saison LFB 2016-2017 à Montpellier où elle dispute la finale du championnat de France. Elle signe ensuite pour deux saisons au Cavigal Nice. Elle commence la saison 2017-2018 avec Nice, mais pour raisons financières et alors que le club est déjà mal classé, Géraldine Robert signe en février 2018 avec Lyon ASVEL féminin.
Elle dispute la saison LFB 2018-2019 avec les Flammes Carolo basket puis annonce la fin de sa carrière en fin d'année civile. Elle est nommée coordinatrice générale des championnats scolaire et universitaire du Gabon.

## Palmarès
En club
- Vainqueur de l'English Basketball League : 2005
- Vainqueur de la Coupe d'Angleterre en 2005 : 2005
- Finaliste de la Coupe de France en 2008
- Vainqueur de la Coupe de France féminine de basket-ball : 2013[18]
- Championne de France : 2014[10]
- Vainqueur de l'Eurocoupe 2015[19]
- Finaliste de l'Eurocoupe : 2016[20].

Distinctions personnelles
- MVP de l'English Basketball League : 2005
- Participation à l'All Star Game
- Meilleure joueuse française du championnat de France : 2013
- Meilleure cinq du Championnat d'Afrique 2015[21]